# هنری هاولاک
هنری هاولاک (انگلیسی: Henry Havelock; ۵ آوریل ۱۷۹۵ – ۲۴ نوامبر ۱۸۵۷) فرد نظامی اهل پادشاهی متحد بریتانیای کبیر و ایرلند بود. وی همچنین برندهٔ جوایزی همچون نشان حمام شده‌است.